# Kazanów (gmina)
Kazanów (do 1954 gmina Miechów) – gmina miejsko-wiejska w województwie mazowieckim, w powiecie zwoleńskim. W latach 1975–1998 gmina położona była w województwie radomskim.
Siedziba gminy to Kazanów.
Według danych z 30 czerwca 2004 gminę zamieszkiwały 4704 osoby. Natomiast według danych z 31 grudnia 2019 roku gminę zamieszkiwały 4504 osoby.

## Struktura powierzchni
Według danych z roku 2002 gmina Kazanów ma obszar 94,76 km², w tym:
- użytki rolne: 80%
- użytki leśne: 14%

Gmina stanowi 16,59% powierzchni powiatu.

## Demografia

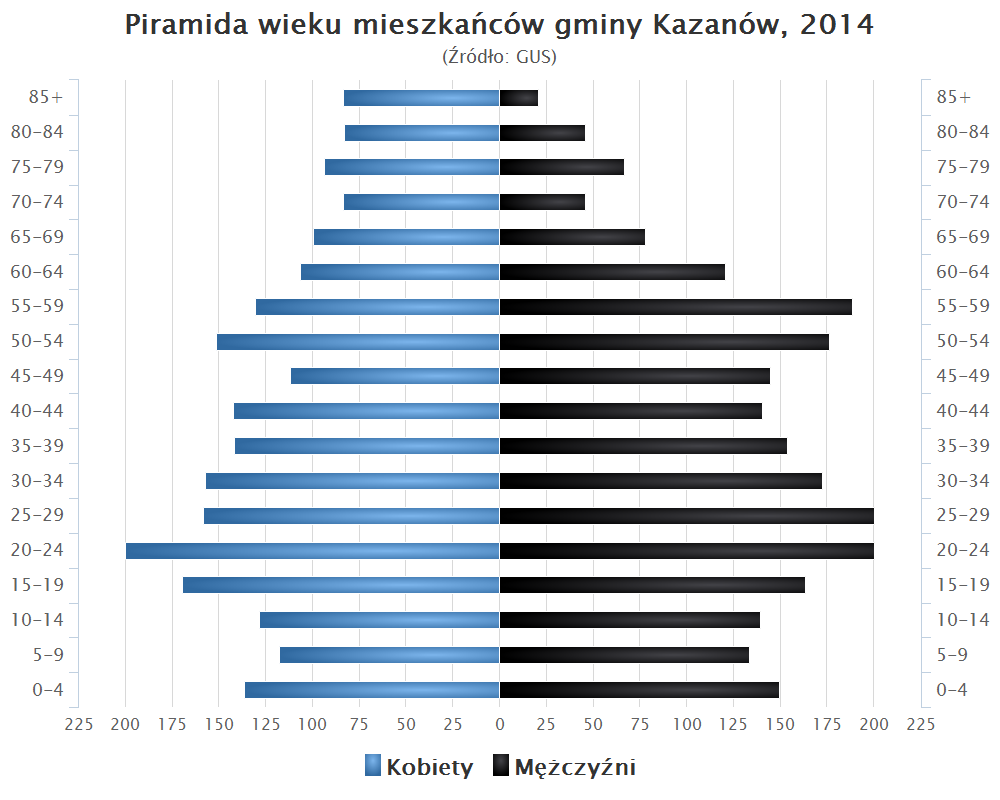
Piramida wieku mieszkańców gminy Kazanów w 2014 roku

Dane z 30 czerwca 2004:
| Opis                              | Ogółem | Ogółem | Kobiety | Kobiety | Mężczyźni | Mężczyźni |
| --------------------------------- | ------ | ------ | ------- | ------- | --------- | --------- |
| jednostka                         | osób   | %      | osób    | %       | osób      | %         |
| populacja                         | 4704   | 100    | 2322    | 49,4    | 2382      | 50,6      |
| gęstość zaludnienia (mieszk./km²) | 49,6   | 49,6   | 24,5    | 24,5    | 25,1      | 25,1      |

## Sołectwa
Borów, Dębniak, Dębnica, Kazanów, Kopiec, Kowalków, Kowalków-Kolonia, Kroczów Mniejszy, Kroczów Większy, Miechów, Miechów-Kolonia, Niedarczów Dolny, Niedarczów Dolny-Kolonia, Niedarczów Górny, Niedarczów Górny-Kolonia, Ostrownica, Ostrownica-Kolonia, Ostrówka, Osuchów, Ranachów-Wieś, Ruda, Wólka Gonciarska, Zakrzówek-Kolonia, Zakrzówek-Wieś.

## Pozostałe miejscowości
Biedów, Budy, Gajówka Dobiec, Ignaców, Kępa, Leśniczówka Ruda, Łęg, Poduchowne, Rochalina, Stara Ostrownica, Władysławów.

## Sąsiednie gminy
Ciepielów, Iłża, Skaryszew, Tczów, Zwoleń